# Zone 9 bloggers

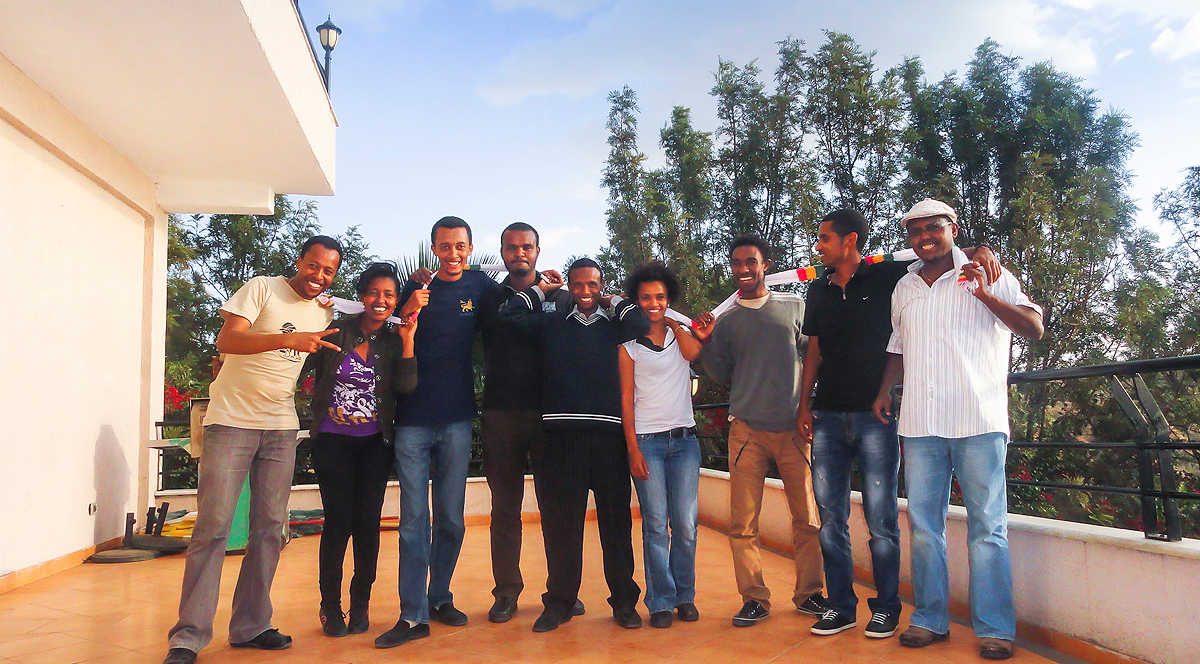
Members of the Zone 9 blogging collective in December, 2012

Zone 9 bloggers är en grupp etiopiska bloggare som skriver om hur mänskliga rättigheter kränks i Etiopien. De definierar sig själva som "an informal group of young Ethiopian bloggers working together to create an alternative independent narration of the socio-political conditions in Ethiopia."  Gruppen skriver bland annat om demokrati och om missbruket av anti-terrorismlagstiftningen, under vilken många journalister och regimkritiker blivit fängslade. De hoppades på en fredlig förändring av samhället.
Zone 9 bloggers står inför terrorismåtal vilket lett till protester från människorättsorganisationer och människorättsförsvarare världen över. Gruppen anklagas bland annat för konspiration till följd av att de använt vanliga onlinekrypteringsverktyg som journalister använder för att skydda sina källor. De arresterade bloggarna hade också fått träning i digital säkerhet från Tactical Technology Collectives program Security in a Box.
Etiopien ligger på plats 143 i Reportrar utan gränsers pressfrihetsindex för 2014. Yttrandefrihet och anonymitet skyddas uttryckligen av landets konstitution, men trots detta är medierna kontrollerade av staten. I Etiopien finns endast en internetleverantör, vilken är statsägd. Regimen utövar kontroll genom att fängsla de som skriver kritiskt om sociala eller politiska problem på internet. Anti-terrorismlagstiftningen, införd 2009, har vid många tillfällen använts för att fängsla journalister och bloggare. Lagen har oacceptabelt breda definitioner av vad som räknas som "terroristhandlingar", och gör det därmed möjligt för regimen att spionera på och trakassera människorättsförsvarare.

## Bakgrund
I det ökända Kalityfängelset, strax utanför Etiopiens huvudstad Addis Abeba, sitter många journalister och politiska fångar fängslade. Fängelset är uppdelat i åtta zoner. Gruppen valde namnet Zone 9 eftersom hela Etiopien skulle kunna betraktas som en nionde zon, då alla som kritiserar makten riskerar att fängslas. Gruppen startade eftersom det fanns ett behov av en alternativ röst för denna nionde zon; det fanns nämligen inga oberoende medier i landet.

## Zone 9 Bloggers arbete
Gruppen fokuserade på att skriva om mänskliga rättigheter, sociala orättvisor, korruption, utbildning och hur ledningen av ett land bör se ut för att fungera bra. Gruppen drev kampanjer i sociala medier om att konstitutionen bör respekteras, att censuren bör avskaffas och att alla människor har rätt att demonstrera.
Gruppen besökte också politiska fångar och journalister såsom Eskinder Nega och Reeyot Alemu. Genom att skriva om och besöka de fängslade, hoppades man att samhällets uppmärksamhet skulle riktas mot dem. Bloggarna dokumenterade hur mänskliga rättigheter och lagar kränks av statliga och icke-statliga aktörer. De rapporterade om övergrepp mot journalister och medborgare genom att rapportera om deras domstolsförhandlingar, rättegångar och situationen i fängelserna. De skrev också journalistiska rapporter som handlade om telekommunikation, utbildning, miljö och jämlikhet. Man hoppades att i framtiden se ett demokratiskt samhälle.

## Arresteringar och åtal
Trots att gruppens aktiviteter var konstitutionella, stämplades de som brottsliga av den etiopiska regimen. Zone 9 bloggers började övervakas av de etiopiska myndigheterna. Till följd av att de blev hotade och trakasserade blev de tvungna att för en period upphöra med sin aktivitet. Uppehållet varade i sju månader. Två dagar efter att bloggarna återigen blivit aktiva, arresterades de under den 25 och 26 april 2014. Under dessa dagar arresterades också de tre journalisterna.
Efter arresteringarna genomsöktes bloggarnas hem, och datorer, böcker och tidningar beslagtogs. Därefter togs bloggarna till den ökända federala polisstationen Maekelawi i Addis Abeba. Enligt en rapport av Human Rights Watch har allvarliga brott mot mänskliga rättigheter - såsom tortyr och att fångar hålls under omänskliga förhållanden - begåtts i Maekelawi.
De tre journalisterna och de sex Zone 9-bloggarna åtalades den 18 juli 2014 för terrorism. De anklagades också för att ha haft förbindelse med organisationer som terroriststämplats av den etiopiska regeringen. Bloggarna har dock aldrig haft förbindelse med dessa organisationer, utan har tvärtom varit öppet kritiska till dem. Bloggarna åtalades också för att ha organiserat sig för att skapa instabilitet i landet, och för att ha deltagit i internetsäkerhetsträning och använt datorprogrammet Security in a Box. Programmet används av journalister och människorättsförsvarare för att skydda sin anonymitet. Bloggarna anklagades också för att ha arbetat tillsammans med utländska människorättsorganisationer.
De sex fängslade bloggarna är:
- Befeqadu Hailu - Skribent och aktivist
- Mathlet Fantahun - Datorexpert vid Government's Ministry of Health
- Atnaf Berahane - IT expert vid Addis Ababas stadsförvaltning och digital säkerhetsexpert
- Natnael Feleke - Anställd vid Construction and Business Bank, ekonom och förespråkare för mänskliga rättigheter
- Zelalem Kibret - Föreläsare vid Ambo University och jurist
- Abel Wabela - Ingenjör hos Ethiopian Airlines

De tre fängslade journalisterna är:
- Edom Kassaye - Frilansare och aktiv medlem av Ethiopian Environmental Journalists Association (EEJA)
- Tesfalem Waldyes - Frilansare för Addis Standard samt flera andra välkända medier
- Asmamaw Hailegeorgis - Journalist för nyhetstidningen Addis Guday

## Opinionsbildning
I juli 2014 krävde 41 internationella organisationer, såsom Amnesty International, Article 19, Committee to Protect Journalists och Human Rights Watch, att bloggarna och journalisterna skulle friges.
Över hela världen har röster höjts och fördömt arresteringen av bloggarna, inte minst i sociala medier. Sommaren 2014 startade kampanjen Free Zone 9 Bloggers i sociala medier såsom Twitter. Många har fotograferat sig själva där de håller i en skylt med hashtaggen #freezone9bloggers. Kampanjen kan följas genom angivna hashtaggen.